# J.C. Fuller
Jon-Christopher Anderson Fuller, detto J.C. (Sioux City, 30 agosto 1994), è un cestista statunitense.